# Global Initiative for Asthma
Pour les articles homonymes, voir GINA.
La Global Initiative for Asthma (GINA) est, comme son nom l'indique, un programme qui regroupe des personnels de soins de santé et les pouvoirs publics dans le but de faire diminuer la prévalence (c'est-à-dire le nombre de personnes atteintes), la morbidité (c'est-à-dire les symptômes engendrés) et la mortalité liées à l'asthme.
À travers des ressources comme des evidence-based guidelines, c'est-à-dire des lignes de conduite élaborées à partir des résultats de différentes études scientifiques, des événements aussi divers que la Journée mondiale de l'asthme, le GINA travaille pour améliorer la vie des personnes atteintes aux quatre coins de la planète.
Le projet GINA a été lancé en 1993, en collaboration avec le « National Heart, Lung, and Blood Institute », le NIH (national institues for health) et l'OMS.